# استفانو زاکیرولی
استفانو زاکیرولی (به ایتالیایی: Stefano Zacchiroli) (متولد ۱۶ مارس ۱۹۷۹) رهبر پروژه دبیان از آوریل ۲۰۱۰ تا آوریل ۲۰۱۳ بود. او جانشین استیو مک‌اینتایر شده بود و خودش هم در انتخاباتی که دیگر نامزد نشده بود، جایگزین لوکاس نوسبائوم شد. او در سال ۲۰۰۱ به جمع توسعه دهندگان دبیان پیوسته بود. پس از حضور در لینوکس‌تگ در سال ۲۰۰۴، او هرچه بیشتر درگیر جامعه و پروژه دبیان شد. زاکیرولی در سال ۲۰۰۷ یک مدرک دکترا در رشته علوم رایانه از دانشگاه بولونیا دریافت کرد و سپس راهی دانشگاه دیدرو پاریس برای پژوهش‌های پس از دکتری خود شد. او درگیر پروژه مانکوسی شد و بر روی روشهایی برای حل کردن مسائل پیچیده در مدیریت توزیع‌های گنو/لینوکس کار کرد. از نظر تکنیکی، زاکیرولی بیشتر به خاطر بسته‌بندی اوکامل و تیم تضمین کیفیت درگیر پروژه دبیان شد. در آوریل ۲۰۱۱ او مجدداً به عنوان رهبر پروژه دبیان شد. این اتفاق مجدداً در آوریل ۲۰۱۲ تکرار شد و بدین ترتیب زاکیرولی اولین رهبر دبیان است که سه بار برای این پست انتخاب شده‌است.